# Os Cavaleiros do Zodíaco: Time Odyssey
Saint Seiya: Time Odyssey (聖闘士星矢 Time Odyssey, Seinto Seiya, Time Odyssey) é uma série de quadrinhos francesa de Jérôme Alquié e Arnaud Dollen baseada na série de mangá Saint Seiya de Masami Kurumada. Os capítulos do Volume 1 foram publicados pela primeira vez no Champion Red da Akita Shoten de 19 de julho de 2022 a 16 de setembro antes do lançamento oficial na França por Kana em 30 de setembro.

## Sinopse
Desejando tornar-se o décimo terceiro deus olímpico, o deus do tempo Chronos decide (a pedido de Zeus) matar Ikki de Fênix para evitar que ele se torne a encarnação do deus Hades, o que levaria à vitória do exército do submundo.
Ao fim de uma dura batalha contra o Cavaleiro da Fênix, as três Moiras a serviço do deus do tempo conseguem trocar o destino de Ikki pelo de Shun, tornando este o novo receptáculo escolhido de Hades. No entanto, quando Zeus nega a Chronos a possibilidade de um lugar no Olimpo, ele decide se vingar utilizando o Relógio do Apocalipse para mudar o passado, presente e futuro.

## Produção
Em 2002, o ilustrador e fã francês Jérôme Alquié ficou famoso no mundo inteiro ao lançar curtas de animação baseados em Os Cavaleiros do Zodíaco, que chamaram a atenção da comunidade de fãs e até da Toei Animation. Essa notoriedade o consolidou como um dos maiores nomes entre os artistas ocidentais ligados à franquia.
Mais de uma década depois, em 2014, a Toei Animation o contatou para trabalhar em um quadrinho inspirado no anime Saint Seiya Ω, após o encerramento da adaptação em mangá. Alquié, no entanto, recusou a proposta, afirmando preferir desenvolver um projeto que dialogasse diretamente com a obra original de Masami Kurumada.
Esse desejo se concretizou anos depois. Após o sucesso de seu quadrinho sobre Capitão Harlock, a editora japonesa Akita Shoten, responsável tanto pelas obras de Leiji Matsumoto quanto de Masami Kurumada, propôs a Alquié e ao roteirista Arnaud Dollen a criação de uma HQ francesa baseada na série clássica.
Durante o desenvolvimento da história, os dois trabalharam em estreita colaboração com a equipe de Kurumada, que opinou sobre a inclusão de determinados elementos e exigiu fidelidade ao mangá original. Estilisticamente, os autores mesclaram as duas versões da obra: as armaduras seguem o design do mangá, enquanto as cores e o visual dos personagens foram inspirados no anime.
O objetivo da HQ não é servir como continuação ou prelúdio direto, mas sim iluminar pontos obscuros da narrativa original, trazendo novas perspectivas sobre os personagens e seu destino.
O design dos novos personagens contou também com a colaboração do quadrinista italiano Marco Albiero, responsável por desenvolver o visual das Moiras e demais guerreiros de Chronos.

## Publicação
A obra será composta por cinco volumes a serem lançados entre 2022 e 2025/2026, cada um dedicado a um protagonista da obra original, com duas versões: uma normal e uma para colecionadores (com extras como bastidores e histórias paralelas sobre a origem das armaduras de Seiya e seus companheiros).
No Japão, o primeiro volume foi lançado antecipadamente dividido em duas partes nas edições de julho e setembro de 2022 da revista Champion Red da Akita Shoten.

### Edição original
O primeiro volume de Time Odyssey foi publicado na França em 30 de setembro de 2022 em versão dupla: padrão e para colecionadores, esta última com tiragem limitada e caixa especial.

Os nomes próprios dos personagens históricos mantêm-se os originais japoneses, mas os golpes especiais e nomes das castas de guerreiros (com exceção de Lepta e Stigma) são apresentados em francês.